# Turneul celor Șase Națiuni din 2013
Turneul celor Șase Națiuni din 2013 cunoscut sub numele de 2013 RBS 6 Nations datorită sponsorului turneului, Royal Bank of Scotland, a fost cea de a 14-a ediție a Turneului celor Șase Națiuni, campionatul anual de rugby din emisfera nordică.
La acestă ediție au participat Anglia, Franța, campioana en-titre Irlanda, Italia, Scoția și Țara Galilor. Incluzând competițiile inițiale Turneul Home Nations și Turneul celor Cinci Națiuni, acesta a fost cea de a 119-a ediție a turneului. Țara Galilor a câștigat turneul pentru a doua oară în doi ani, prima dată când au câștigat două titluri consecutive fiind în 1978-1979. Franța a primit Lingura de lemn terminând pe ultimul loc pentru prima dată din 1999. A fost de asemenea prima dată din 1974 când fiecare echipă a reușit să câștige cel puțin trei puncte (echivalente cu o victorie și un egal). 

## Echipe participante
| Țara         | Stadion               | Stadion    | Stadion     | Antrenor                  | Căpitan            |
| Țara         | Stadion propriu       | Capacitate | Oraș        | Antrenor                  | Căpitan            |
| ------------ | --------------------- | ---------- | ----------- | ------------------------- | ------------------ |
| Anglia       | Stadionul Twickenham  | 82,000     | Londra      | Stuart Lancaster          | Chris Robshaw      |
| Franța       | Stade de France       | 81,338     | Saint-Denis | Philippe Saint-André      | Thierry Dusautoir1 |
| Irlanda      | Aviva Stadium         | 51,700     | Dublin      | Declan Kidney             | Jamie Heaslip      |
| Italia       | Stadio Olimpico       | 73,261     | Roma        | Jacques Brunel            | Sergio Parisse2    |
| Scoția       | Stadionul Murrayfield | 67,144     | Edinburgh   | Scott Johnson (interimar) | Kelly Brown        |
| Țara Galilor | Millennium Stadium    | 74,500     | Cardiff     | Rob Howley(interimar)     | Ryan Jones3        |

1 Cu excepția meciul de deschidere împotriva Italiei, unde Pascal Papé a fost căpitan, dar a fost exclus de la următoarele două meciuri din cauza unei accidentări. La 1 martie, a fost anunțat oficial că Papé va lipsi și la ultimele două meciuri rămase din turneu și că Thierry Dusautoir va continua în calitate de căpitan.
2 Cu excepția etapei a 3-a întrucât a fost exclus de la acel meci mai departe, întrucât a primit o suspendare de 40 de zile după ce a fost eliminat pentru insultarea unui arbitru în timp ce juca pentru clubul lui Stade Francais în liga franceză Top 14. Martin Castrogiovanni a fost capitanul acel meci. Parisse a revenit după ce Italia a făcut apel, iar federația franceză i-a redus suspendarea la 20 de zile devenind eligibil să joace împotriva Angliei și a Irlandei.
3 Cu excepția meciului de deschidere împotriva Irlandei întrucât nu a fost selecționat și Sam Warburton a fost căpitanul, dar nu a fost selecționat pentru meciul contra Franței în etapa a 2-a, în care căpitan a fost Ryan Jones. Când Warburton s-a întors împotriva Italiei, Jones a fost căpitan pentru meciurile împotriva Italiei, Scoției și Angliei. Cu toate acestea, o accidentare la umăr suferită împotriva Scoției a dus la numirea lui Gethin Jenkins ca și căpitan pentru jocul final împotriva Angliei.

## Clasament
| Loc | Echipa       | Jocuri | Jocuri   | Jocuri  | Jocuri     | Puncte | Puncte    | Puncte    | Eseuri | Puncte clasament |
| Loc | Echipa       | Jucate | Victorii | Egaluri | Înfrângeri | Pentru | Împotrivă | Diferență | Eseuri | Puncte clasament |
| --- | ------------ | ------ | -------- | ------- | ---------- | ------ | --------- | --------- | ------ | ---------------- |
| 1   | Țara Galilor | 5      | 4        | 0       | 1          | 122    | 66        | +56       | 9      | 8                |
| 2   | Anglia       | 5      | 4        | 0       | 1          | 94     | 78        | +16       | 5      | 8                |
| 3   | Scoția       | 5      | 2        | 0       | 3          | 98     | 107       | −9        | 7      | 4                |
| 4   | Italia       | 5      | 2        | 0       | 3          | 75     | 111       | −36       | 5      | 4                |
| 5   | Irlanda      | 5      | 1        | 1       | 3          | 72     | 81        | −9        | 5      | 3                |
| 6   | Franța       | 5      | 1        | 1       | 3          | 73     | 91        | −18       | 6      | 3                |

## Meciuri

### Etapa 1
| 2 februarie 2013 | Țara Galilor | 22–30 | Irlanda | Millennium Stadium, Cardiff  |
| 2 februarie 2013 | Anglia       | 38–18 | Scoția  | Stadionul Twickenham, Londra |
| 2 februarie 2013 | Italia       | 23–18 | Franța  | Stadio Olimpico, Roma        |

### Etapa a 2-a
| 9 februarie 2013  | Scoția  | 34–10 | Italia       | Stadionul Murrayfield, Edinburgh |
| 9 februarie 2013  | Franța  | 6–16  | Țara Galilor | Stade de France, Paris           |
| 10 februarie 2013 | Irlanda | 6–12  | { Anglia     | Aviva Stadium, Dublin            |

### Etapa a 3-a
| 23 februarie 2013 | Italia | 9–26  | Țara Galilor | Stadio Olimpico, Roma            |
| 23 februarie 2013 | Anglia | 23–13 | Franța       | Stadionul Twickenham, Londra     |
| 24 februarie 2013 | Scoția | 12–8  | Irlanda      | Stadionul Murrayfield, Edinburgh |

### Etapa a 4-a
| 9 martie 2013  | Scoția  | 18–28 | Țara Galilor | Stadionul Murrayfield, Edinburgh |
| 9 martie 2013  | Irlanda | 13–13 | Franța       | Aviva Stadium, Dublin            |
| 10 martie 2013 | Anglia  | 18–11 | Italia       | Stadionul Twickenham, Londra     |

### Etapa a 5-a
| 16 martie 2013 | Italia       | 22–15 | Irlanda | Stadio Olimpico, Roma       |
| 16 martie 2013 | Țara Galilor | 30–3  | Anglia  | Millennium Stadium, Cardiff |
| 16 martie 2013 | Franța       | 23–16 | Scoția  | Stade de France, Paris      |

## Statistici
| Poz | Nume              | Echipă       | Pte |
| --- | ----------------- | ------------ | --- |
| 1   | Leigh Halfpenny   | Țara Galilor | 74  |
| 2   | Greig Laidlaw     | Scoția       | 61  |
| 3   | Owen Farrell      | Anglia       | 45  |
| 4   | Frédéric Michalak | Franța       | 33  |
| 4   | Luciano Orquera   | Italia       | 33  |
| 6   | Paddy Jackson     | Irlanda      | 26  |
| 7   | Toby Flood        | Anglia       | 24  |
| 8   | Alex Cuthbert     | Țara Galilor | 20  |
| 9   | Jonathan Sexton   | Irlanda      | 15  |
| 10  | Kristopher Burton | Italia       | 14  |

| Poz | Nume            | Echipă         | Eseuri |
| --- | --------------- | -------------- | ------ |
| 1   | Alex Cuthbert   | Țara Galilor   | 4      |
| 2   | Wesley Fofana   | Franța         | 2      |
| 2   | Stuart Hogg     | Scoția         | 2      |
| 2   | Louis Picamoles | Franța         | 2      |
| 2   | Tim Visser      | Scoția         | 2      |
| 6   | 25 de jucători  | 25 de jucători | 1      |